# Aujac (Charente-Maritime)
Aujac é uma comuna francesa na região administrativa da Nova Aquitânia, no departamento de Charente-Maritime. Estende-se por uma área de 8,73 km². Em 2010 a comuna tinha 378 habitantes (densidade: 43,3 hab./km²).